# Metallea incisuralis
Metallea incisuralis är en tvåvingeart som först beskrevs av Macquart 1851.  Metallea incisuralis ingår i släktet Metallea och familjen Rhiniidae. Inga underarter finns listade i Catalogue of Life.